# هامبتون (نيوهامشير)
هامبتون (بالإنجليزية: Hampton, New Hampshire)‏ هي بلدة أمريكية تقع في الولايات المتحدة في Rockingham County. يقدر عدد سكانها بـ 14,976 نسمة ومساحتها 38.1 كم2وترتفع عن سطح البحر 11 متر.

## أعلام
- جين بيرس
- إبراهام دريك
- ستيف ميريل
- كونراد ك. سير
- جوزيف دانا ويبستر